# Сутрио
Сутрио (итал. Sutrio) је насеље у Италији у округу Удине, региону Фурланија-Јулијска крајина.
Према процени из 2011. у насељу је живело 1126 становника. Насеље се налази на надморској висини од 527 м.

## Становништво
Према резултатима пописа становништва 2011. у општини је живело 1.371 становника.
| 1936. | 1951. | 1961. | 1971. | 1981. | 1991. | 2001. | 2011. |
| ----- | ----- | ----- | ----- | ----- | ----- | ----- | ----- |
| 1.574 | 1.758 | 1.751 | 1.575 | 1.510 | 1.428 | 1.392 | 1.371 |